# Sint-Hedwigskerk
De Sint-Hedwigskerk (Pools: Kościół św. Jadwigi) is een katholiek kerkgebouw in Gryfów Śląski (Duits: Greiffenberg), een stad in het Poolse woiwodschap Neder-Silezië. De kerk draagt het patrocinium van de heilige Hedwig van Andechs.

## Bouwgeschiedenis
De gotische drieschepige hallenkerk werd in het begin van de 15e eeuw van baksteen gebouwd. In het zuidelijke zijschip is de klokkentoren geïntegreerd. Het koor aan de oostelijke zijde is rechthoekig met steunberen. Het middenschip draagt een tongewelf, de zijschepen hebben netgewelven, de koor een kruisribgewelf. Het gewelf van het middenschip is met sgraffitostucwerk versierd.
Het hoogaltaar van 1606 draagt de symbolen geduld, deugd, hoop, gerechtigheid en standvastigheid. In een gesloten toestand herinnert het altaar aan een monstrans.
Tot het interieur behoren twee zijaltaren, een rijk gedecoreerde kansel met een klankbord en een stenen doopvont. In de kerk bevindt zich een grafmonument van de familie Schaffgotsch, met het van zandsteen vervaardigde gestalte van een familielid.
De kerk werd in de 16e, 17e eeuw en in de jaren 1925-1926 gerenoveerd respectievelijk verbouwd, waarbij de gotische stijlkenmerken verloren gingen. De vensters werd boven halfrond in plaats van spitsbogig gesloten, de buitenmuren werden gestuukt waardoor de baksteenstructuur aan het oog werd onttrokken.
De toren is tegelijkertijd de hoofdingang naar de kerk. De twee verdiepingen hoge vierkante sokkel gaat over in een eveneens twee verdiepingen achthoekige voortzetting met balustrades en ten slotte in een barokke spits.

## Afbeeldingen

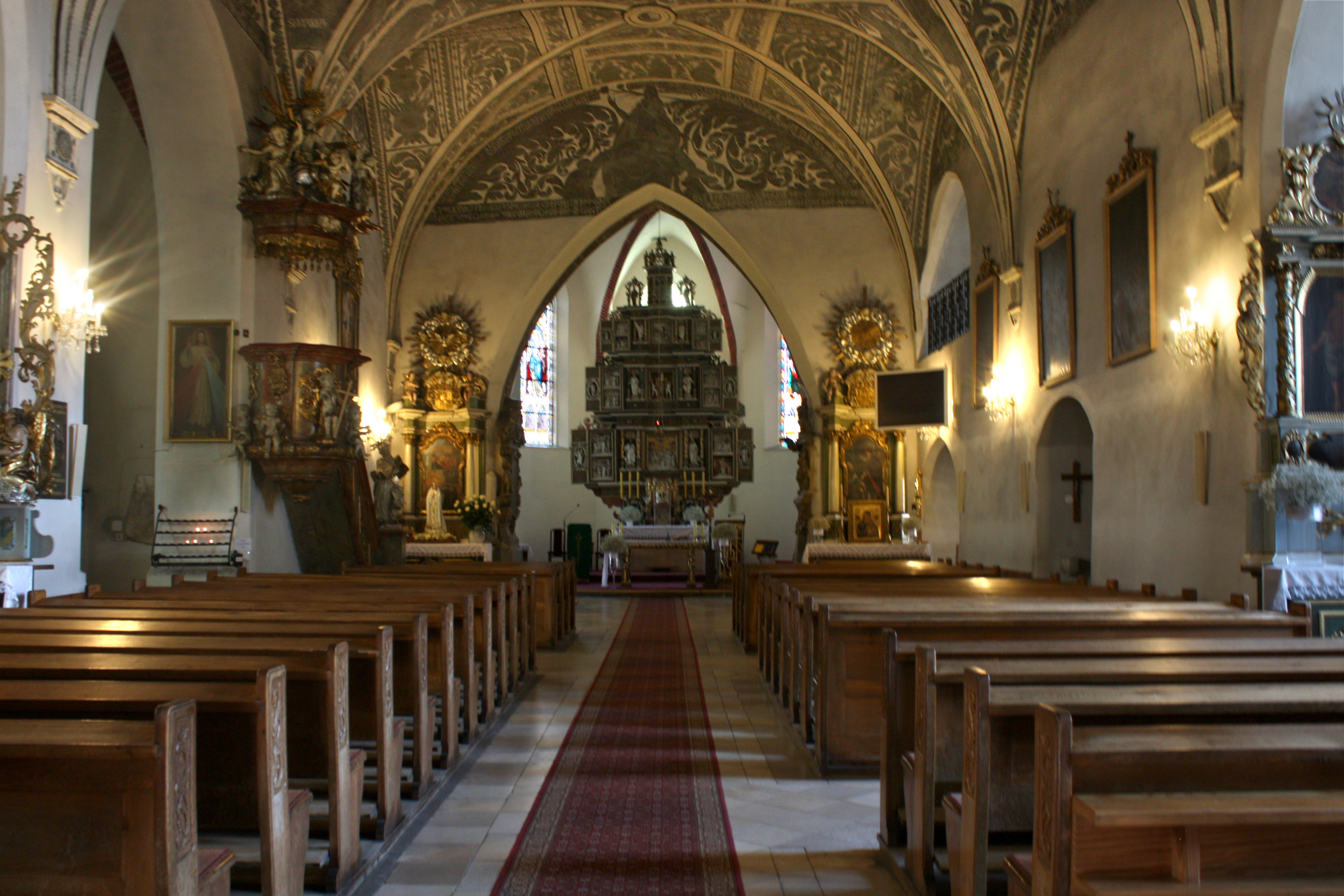
Interieur
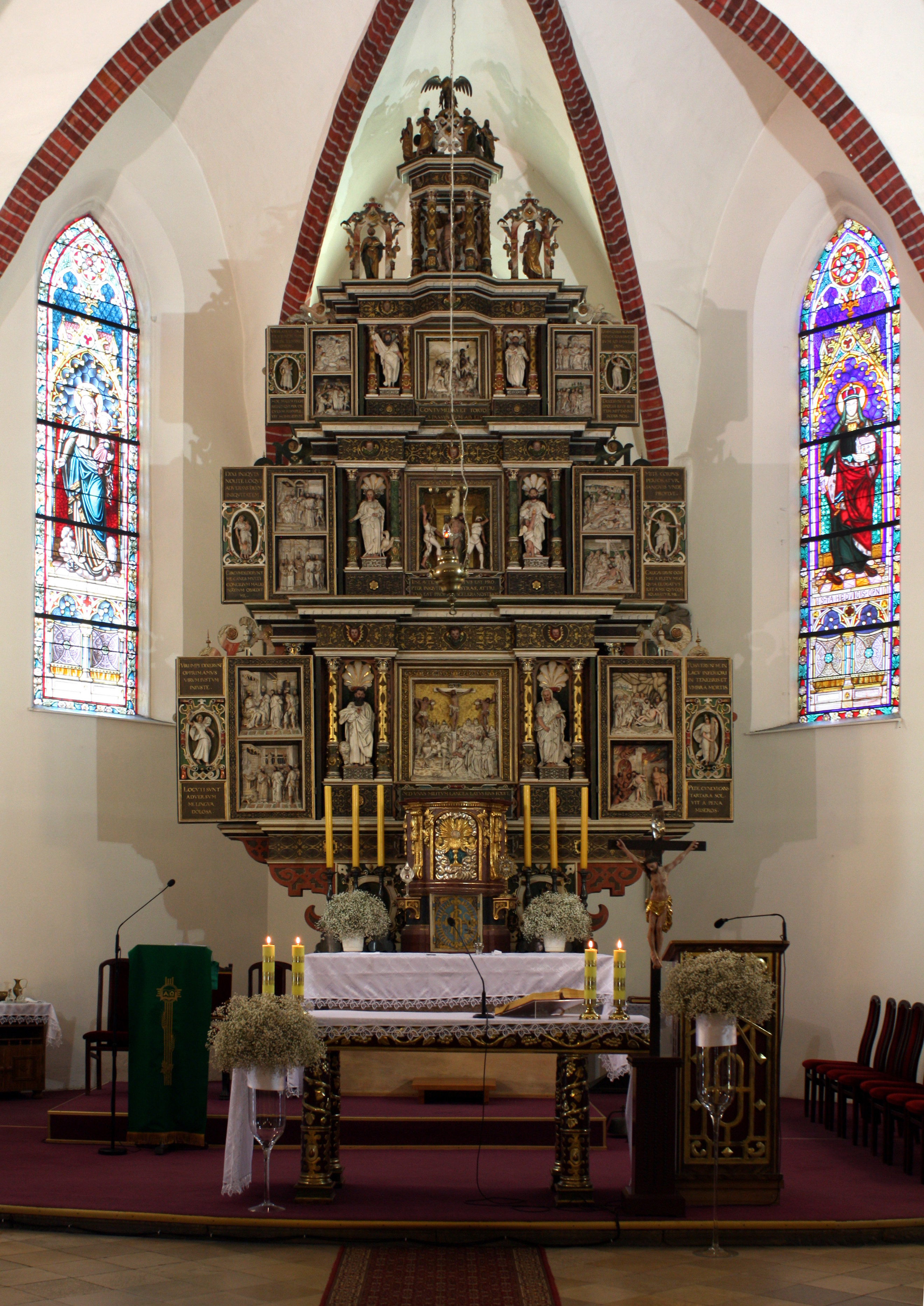
Hoogaltaar
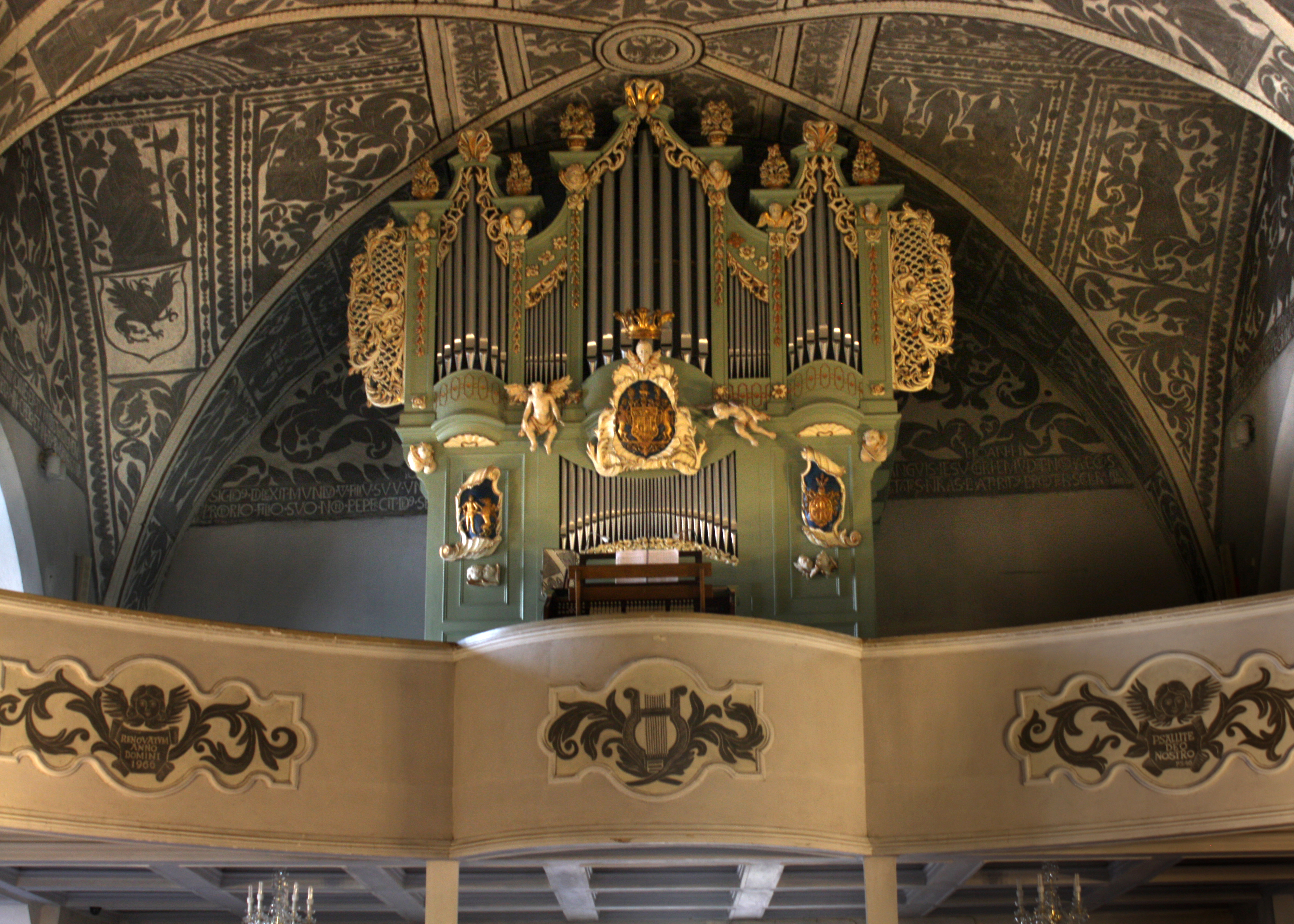
Orgel
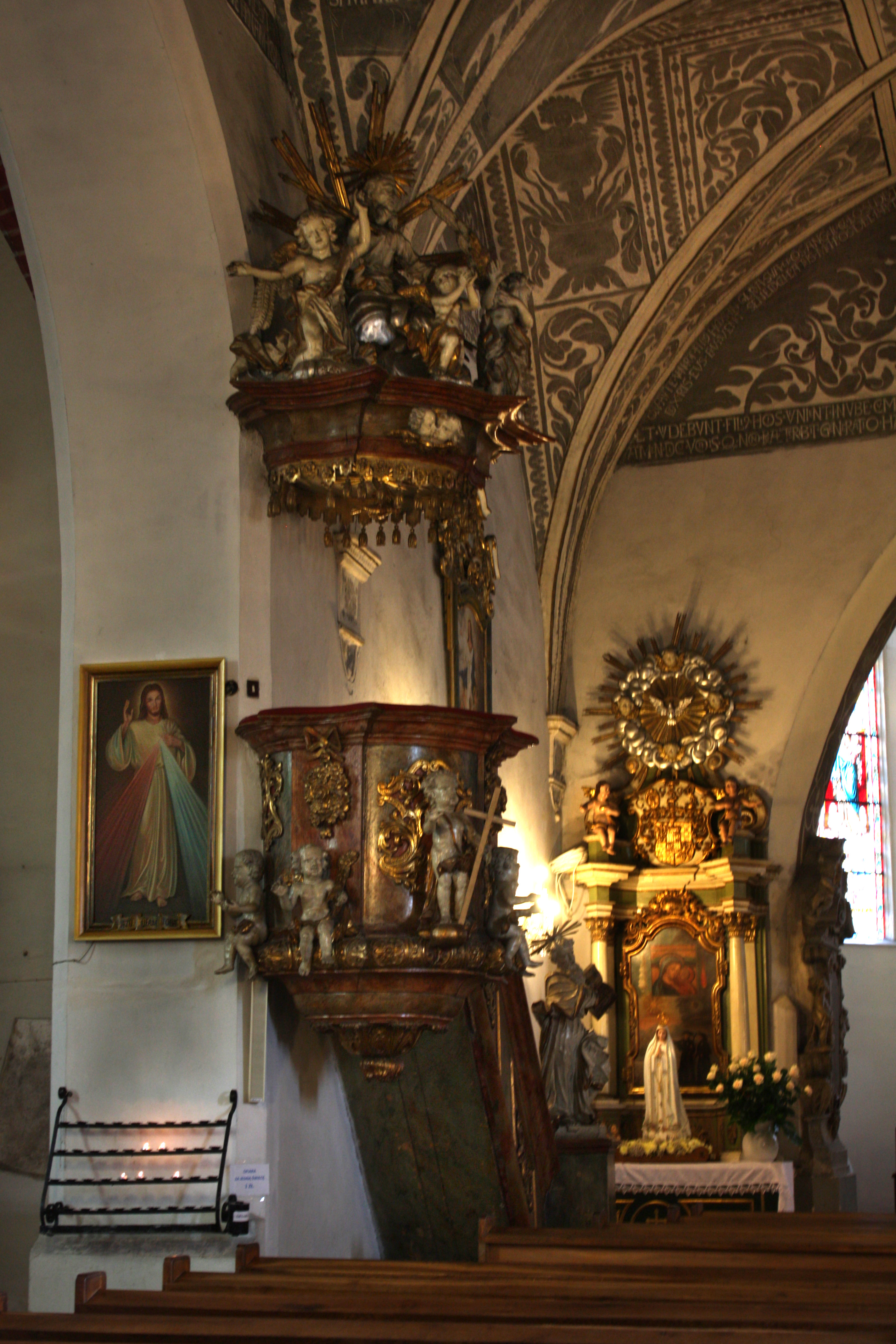
Kansel
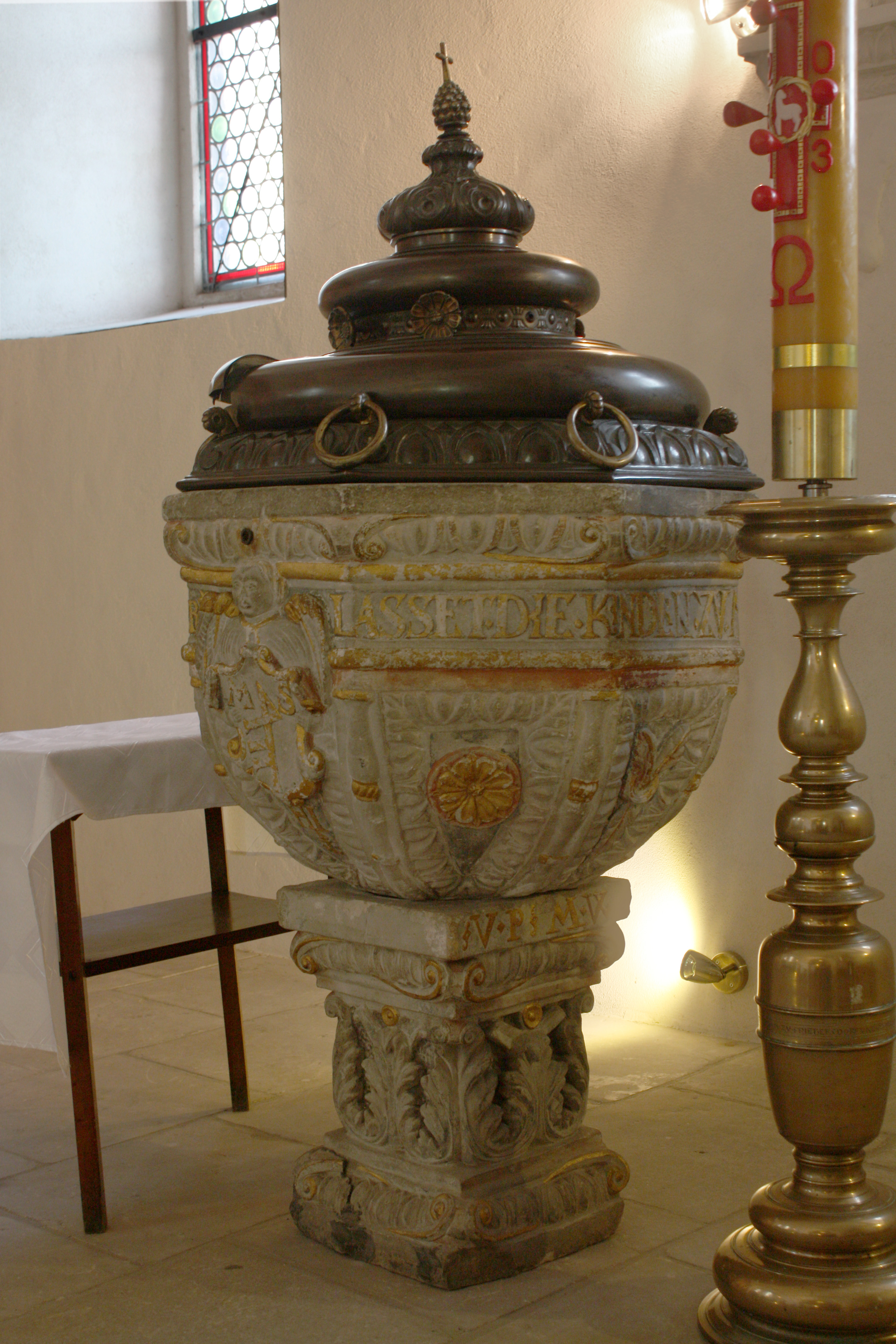
Doopvont